# 우창구

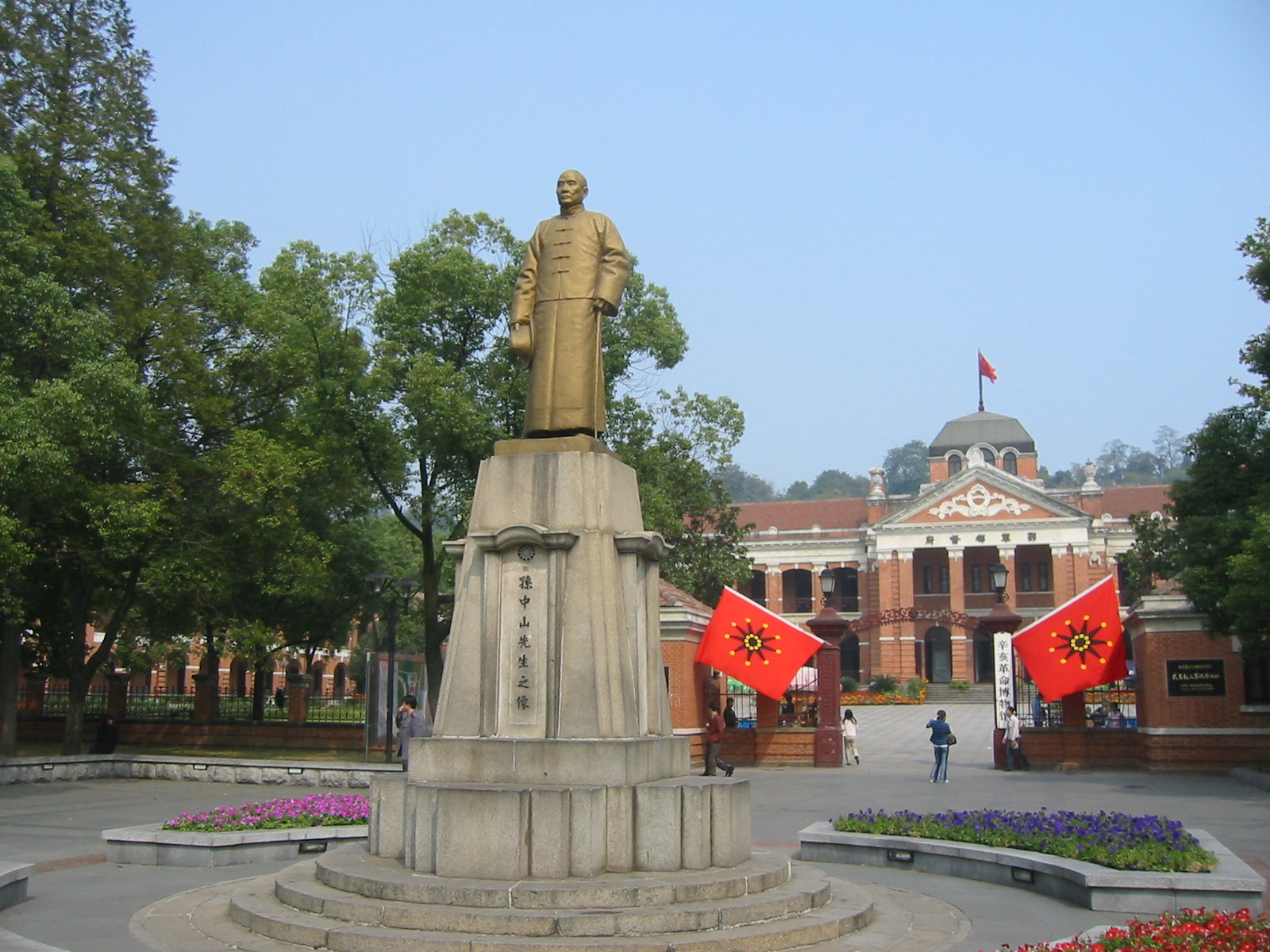

우창구(중국어: 武昌区, 병음: Wǔchāng Qū)는 중화인민공화국 후베이성 우한시의 현급 행정구역이다.
우창은 현대의 후베이성의 성도 우한으로 합쳐진 세 개의 도시 중 하나이다. 자매도시인 한양, 한커우와 더불어 한수이가 장강(창강)과 합류하는 지점에 위치한다. 우창어(중국어: 武昌鱼, 병음: Wǔchāng yú)는 도시의 이름에서 유래한 것이다.
우창이라는 이름은 창강 남쪽의 우한 도시 부분을 부르는데 여전히 사용된다. 행정적으로 우창은 우한시의 몇 개의 시할구로 쪼개졌다. 우창의 역사적인 중심은 현재의 우창구로 넓이는 81km2이고, 인구는 2007년 기준으로 1,140,000명이다. 과거 우창의 다른 부분은 훙산구와 칭산구였다.

## 행정 구역
14개 가도를 관할한다.
- 가도: 积玉桥街道, 杨园街道, 徐家棚街道, 粮道街街道, 中华路街道, 黄鹤楼街道, 紫阳街道, 白沙洲街道, 首义路街道, 中南路街道, 水果湖街道, 珞珈山街道, 石洞街道, 南湖街道.